# 新生站 (深圳)

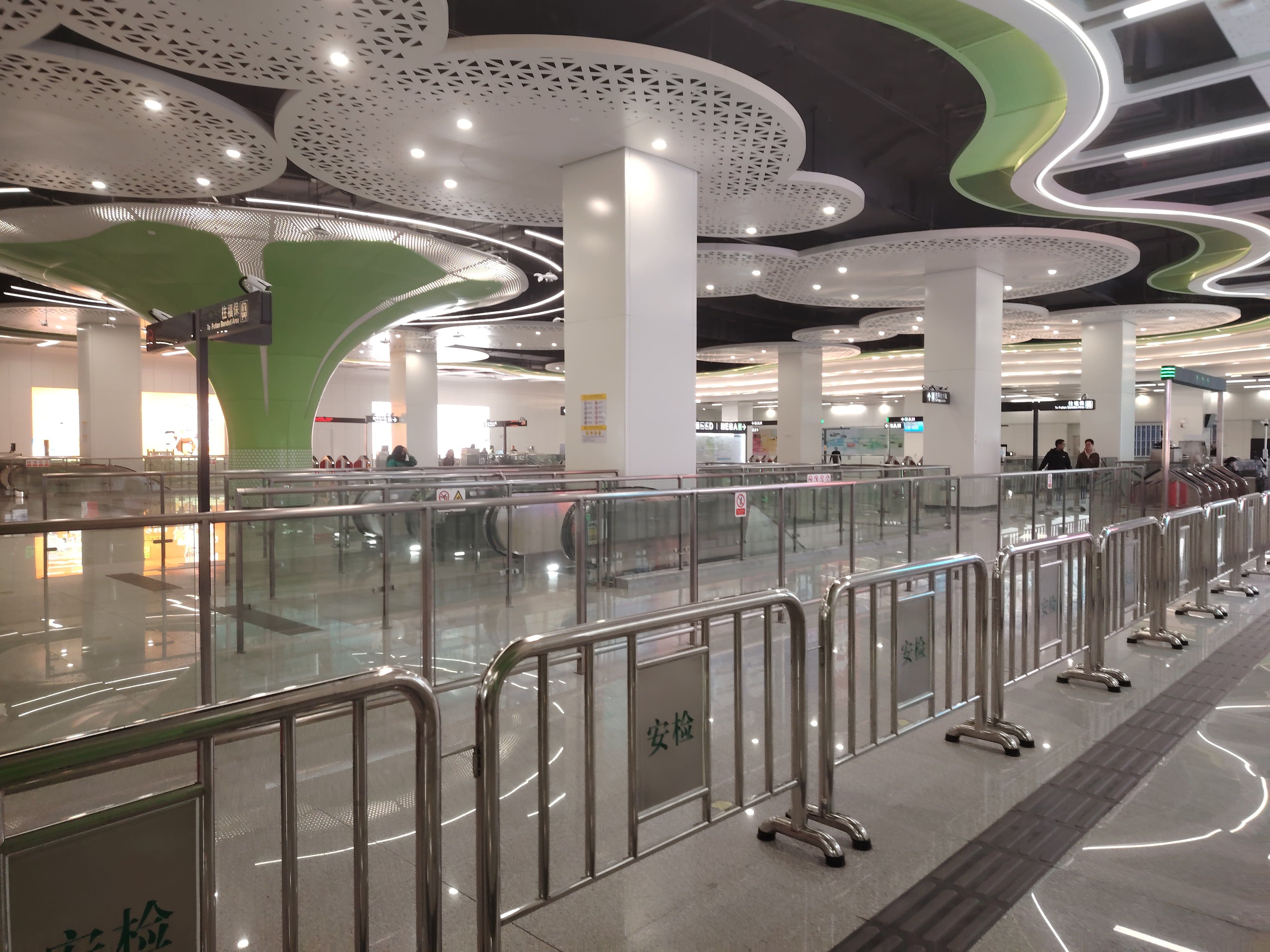
新生站站厅

新生站，是一個深圳地铁3号线的地铁车站，位于中华人民共和国广东省深圳市龍崗區龙岗大道与新城路路口，2024年12月28日投入运营。此車站为地下车站。
本站屬3號線四期工程（東延線）的一部分。

## 车站结构
新生站为地下二层12m双岛式车站，整体设置于龙岗大道地下。

### 楼层
| 地面                           | 车站出入口、公共汽车车站、自行车停车场 | 车站出入口、公共汽车车站、自行车停车场 |
| 地下一层                       | 综合交通层（在建）                     | - |
| 地下二层                       | 车站站厅                               | 售票机、客服中心、车站艺术、车站控制室、设备机房 |
| 地下三层                       | 3号线，21号线 站台                     | \| \| \| 预留月台 \| \| 島式 · ↑開左邊车门 ↓開右邊车门 \| \| \| \| \| \| 3號線往坪地六联（坪西） \| \| \| \| 3號線往福保（梨园） \| \| 島式 · ↑開右邊车门 ↓開左邊车门 \| \| \| \| \| \| 预留月台 \| |
|                                |                                        | 预留月台 |
| 島式 · ↑開左邊车门 ↓開右邊车门 |                                        | |
|                                |                                        | 3號線往坪地六联（坪西） |
|                                |                                        | 3號線往福保（梨园） |
| 島式 · ↑開右邊车门 ↓開左邊车门 |                                        | |
|                                |                                        | 预留月台 |

### 出入口
新生站共设有四个出入口，其中A、C口设有垂直电梯，B口设有卫生间
| 出口编号及设施                                          | 主出口图片 | 垂直电梯图片 | 建议前往的目的地 |
| ------------------------------------------------------- | ---------- | ------------ | ---------------- |
| · 坡道位于垂直电梯处                                    |            |              | 龙岗大道南侧     |
| 出口 · B · 盲道标志 · 扶手电梯标志 · 洗手间标志         |            |              | 龙岗大道北侧     |
| · 坡道位于垂直电梯处                                    |            |              | 龙岗大道北侧     |
| 出口 · D · 盲道标志 · 扶手电梯标志                      |            |              | 新城路           |
| 出口 · E · 盲道标志 · 扶手电梯标志                      |            |              | 龙岗大道南侧     |
| 註： 設有 \| 設有 \| 設有 \| 設有扶手電梯 \| 設有洗手間 |            |              |                  |

### 车站艺术
（待补充）